# Amritszár
Amritszár (pandzsábi nyelven: ਅੰਮ੍ਰਿਤਸਰ) város India északi részén, Pandzsáb szövetségi államban, Delhitől kb. 450 km-re északnyugatra. Lakossága 1,13 millió fő volt 2011-ben.
Iparváros és a szikhek vallási, szellemi és kulturális  központja. 1557-ben alapította a szikhizmus akkori vallási vezetője, Rám Dász. Itt található az Aranytemplom, a szikhek legszentebb gurdvarája (temploma). 
Amritszár  a nevét a város hasonnevű taváról kapta, amelynek szigetén fekszik a szikhek legszentebb temploma, gurdvarája, az Aranytemplom (Harmandír Száhib), amelyet eredetileg  Rám Dász (1534–1581), a negyedik szikh guru bővített ki, ő nevezte el Amrita-tónak, azaz Nektár-tónak (az amrita  ősi legendás ital, a halhatatlanság nektárja). A város India északnyugati részén fekszik,  és az amritszári kerület adminisztratív központja Pandzsáb államban. 32 km-re keletre fekszik Lahortól, közel India nyugati, pakisztáni  határához.  
Amritszár volt a helyszíne az 1919-es, britek által elkövetett  Dzsailanvala Bágh-i mészárlásnak is. 
A város híres kézműiparáról, finom gyapjúruházati termékeiről, szőnyegeiről. Jelentős szerepet kap a turizmus a város életében.
Amritszárban található a központi Khalsza Árvaház, amely egykor otthont adott Sahíd Udham Szinghnek, az indiai függetlenségi mozgalom kiemelkedő alakjának. India felosztása a mai Indiára és Pakisztánra igen mély demográfiai, gazdasági és  kulturális hatást gyakorolt Amritszárra, egyúttal jelentősen befolyásolta a társadalom struktúráját a városban. Mivel Pandzsáb két ország között került felosztásra, gyakran elsőként szerepelt az indiai-pakisztáni háborúkról szóló híradásokban. A Muszlim Liga a Lahorban többségben levő muszlimok miatt a várost szerette volna Pakisztánhoz csatolni (jelenleg is kb. 50% a muszlim lakosság), de Amritszár India része lett. 
A város átlagos tengerszint feletti magassága 234 méter. Jellemző az Észak-Indiai meleg kontinentális éghajlat, tapasztalható a  négy évszak: a téli szezonban (november-március ) hőmérséklet 4 °C -19 °C közötti, a nyári szezonban (április-június) a hőmérséklet elérheti a 45 °C-ot. A monszun szezonja július-szeptember. Az éves csapadékmennyiség 790 milliméter.

## Jövő
A városban lesz a végállomása a tervezett Delhi–Amritszár nagysebességű vasútvonalnak.

## Kapcsolódó szócikkek

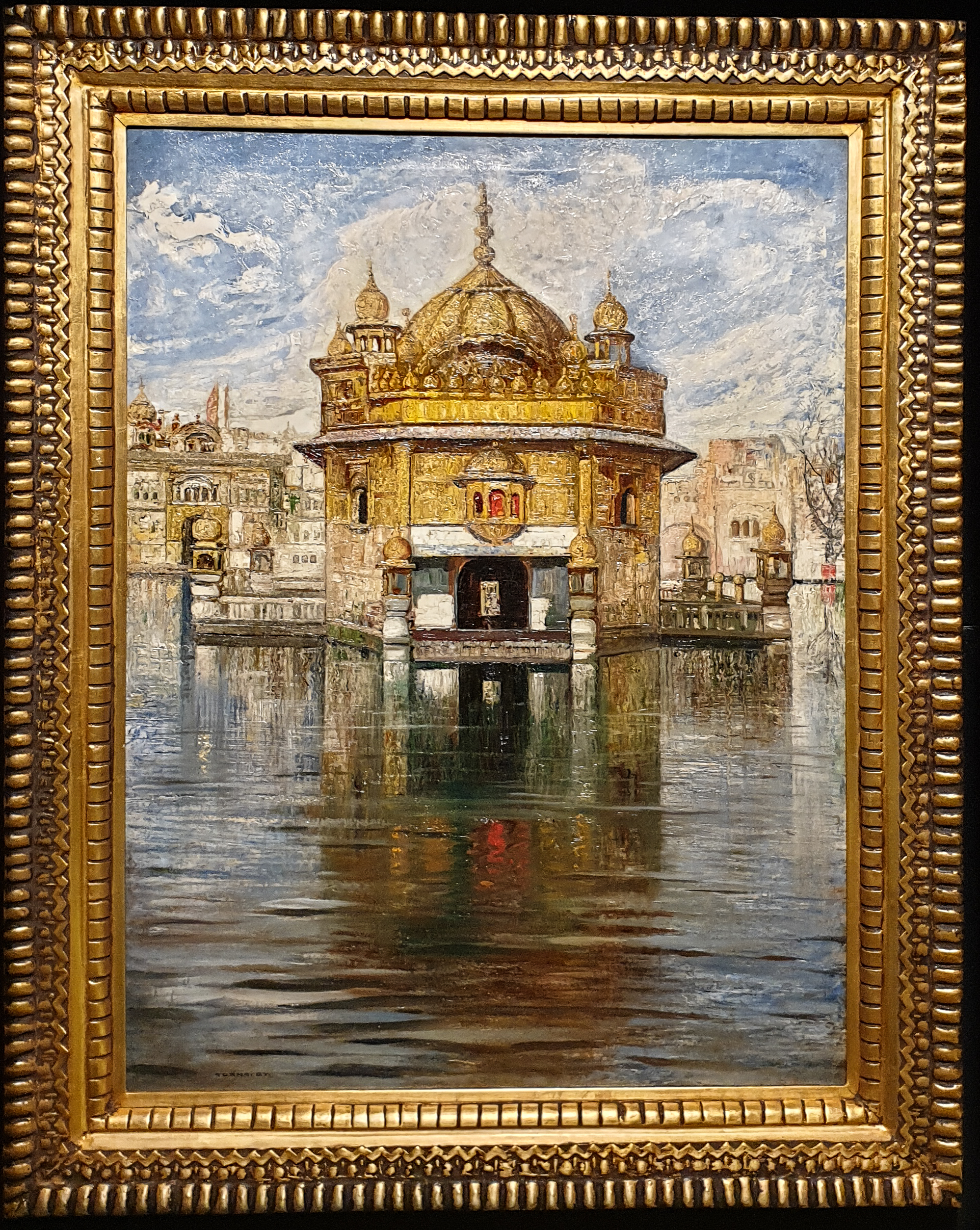
Az Aranytemplom Tornai Gyula festményén